# 酒井忠邦
酒井 忠邦（さかい ただくに）は、江戸末期の大名、明治前期の日本の華族。位階は従三位。
雅楽頭系酒井家23代当主で、播磨姫路藩の第10代（最後）藩主、同藩初代（最後）知藩事。

## 生涯
嘉永7年（1854年）正月15日、上野伊勢崎藩主・酒井忠恒の九男として江戸の伊勢崎藩邸で生まれる。先代姫路藩主の酒井忠惇は鳥羽伏見の戦いで徳川慶喜に従って江戸に逃亡したため、官位褫奪・蟄居となった（明治2年に赦免されて明治13年に姫路酒井家から分家して華族の男爵家となる）。
代わって慶応4年（1868年）5月2日に忠邦が家督を相続した。忠邦は新政府に与することを明確にするため、新政府に対して15万両の献金や旧幕府派の家臣の大量処分（戊辰の獄）を行なっている。明治元年11月に忠邦は版籍奉還の建白書を提出、版籍奉還実施により知藩事となった。明治4年（1871年）7月14日の廃藩置県で免官されると、忠邦は東京へ出て、慶應義塾に入学した。同年12月にはアメリカへ留学し、4年間滞米したあと帰国した。
明治12年（1879年）3月25日、26歳で死去した。長男の忠興の誕生は忠邦の死から2か月余り後の同年6月6日であり、酒井家当主の座には忠邦正室鏐子の父・忠顕の未亡人である文子が一時的に就き、忠興が満8歳になるまでその地位にあった。

## 略歴
- 1854年（安政元年）、伊勢崎藩主・酒井忠恒の九男として江戸に生まれる。
- 1868年（明治元年）、酒井忠惇が強制隠居となり家督を継ぐ。
- 版籍奉還により知藩事となる。
- 1871年（明治4年）、廃藩置県により知藩事職を免官となる。
- 1879年（明治12年）3月25日、死去。